# Joakim Sundström
Joakim Sundström, född 27 februari 1965 i Gävle, är en svensk ljudsättare, ljuddesigner och musiker.
Han är uppväxt i Buchanan i Liberia men numera bosatt och verksam i London, Storbritannien. Han samarbetar regelbundet med den brittiska regissören Michael Winterbottom. Han är gift med den brittiska konstnären Dee Ferris och har med henne en dotter och en son.

## Filmografi
- Robinson in Space (1997)[3]
- Dance of the Wind (1997)[4]
- Souvenir (1998)[5]
- Simon Magus (1999)[6]
- I Could Read the Sky (1999)[7]
- Dream (2001)[8]
- My Kingdom(2001) [9]
- In This World (2002)[10]
- Heartlands (2002)[11]
- 24 Hour Party People (2002)[12]
- Octane (2003)[13]
- Code 46 (2003)[14]
- Touching the Void (2003)[15]
- Birth (2004)[16]
- 9 Songs (2004)[17]
- Yes(2004)[18]
- Enduring Love(2004)[19]
- Isolation(2005)[20]
- MirrorMask (2005)[21]
- The Piano Tuner of Earthquakes (2005)[22]
- Tristram Shandy (2005)[23]
- Wilderness (2006)[24]
- Song of Songs (2006)[25]
- The Road to Guantánamo (2006)[26]
- The Constant Gardener(2006)[27]
- Scott Walker: 30 Century Man (2006)[28]
- The History Boys (2006)[29]
- Deep Water (2006)[30]
- Becoming Jane (2007)[31]
- A Mighty Heart (2007)[32]
- Sleep Furiously (2008)[33]
- Genova (2008)[34]
- Cheri (2008)[35]
- Fish Tank (2009)[36]
- The Killer Inside Me (2010)[37]
- Tamara Drewe (2010)[38]

## TV-produktioner
- Cheek to Cheek (1997)[39]
- The Sandman (2000)[40]
- Barnen på Luna (2000)[41]
- Herr von Hancken (2000)[42]
- Bekännelsen (2001)[43]
- Återkomsten (2001)[44]
- Tracker (2001)[45]
- Andrew and Jeremy Get Married (2004)[46]
- Top Spot (2004)[47]
- A Time Comes (2004)[48]
- The Trip (2010)[49]

## Priser och utmärkelser
- 2003 – British Independent Film Awards – nominated[50]
- 2005 – MPSE Golden Reel Awards – nominated[50]
- 2005 – The International Press Academy Satellite Awards – nominated[50]
- 2006 – MPSE Golden Reel Awards – nominated[50]
- 2006 – British Academy Film Awards – nominated[50]
- 2012 – British Independent Film Awards – won[50]
- 2012 – London Film Critics' Circle – nominated[50]

## Källhänvisningar
1. 1 2  Libris, Kungliga biblioteket, 28 februari 2018, Libris-URI: 86lpw1bs1z42nh1, läst: 24 augusti 2018.[källa från Wikidata]
2. ↑  läs online, www.europeanfilmacademy.org , läst: 25 januari 2020.[källa från Wikidata]
3. ↑  IMDb
4. ↑  IMDb
5. ↑  IMDb
6. ↑  IMDb
7. ↑  IMDb
8. ↑  IMDb
9. ↑  IMDb
10. ↑  IMDb
11. ↑  IMDb
12. ↑  IMDb
13. ↑  IMDb
14. ↑  IMDb
15. ↑  IMDb
16. ↑  IMDb
17. ↑  IMDb
18. ↑  IMDb
19. ↑  IMDb
20. ↑  IMDb
21. ↑  IMDb
22. ↑  IMDb
23. ↑  IMDb
24. ↑  IMDb
25. ↑  IMDb
26. ↑  IMDb
27. ↑  IMDb
28. ↑  IMDb
29. ↑  IMDb
30. ↑  IMDb
31. ↑  IMDb
32. ↑  IMDb
33. ↑  IMDb
34. ↑  IMDb
35. ↑  IMDb
36. ↑  IMDb
37. ↑  IMDb
38. ↑  IMDb
39. ↑  IMDb
40. ↑  IMDb
41. ↑  IMDb
42. ↑  IMDb
43. ↑  IMDb
44. ↑  IMDb
45. ↑  IMDb
46. ↑  IMDb
47. ↑  IMDb
48. ↑  IMDb
49. ↑  IMDb
50. 1 2 3 4 5 6 7  IMDB